# Gomspace Group
Gomspace Group är en mindre företagskoncern som utvecklar och säljer miniatyrsatellitlösningar, även kallade nanosatelliter. Företaget är en nyckelpartner för ESA i utvecklingen av formationsflygande nanosatelliter och inom detta ramverk är ESA en av företagets kunder. Gomspace miniatyrsatelliter har också genererat försäljning för användning inom telekommunikation, naturkatastrofövervakning och akademisk forskning. Nanosatellitmarknaden är en ung men snabbt växande marknad där den drivande faktorn är den höga kostnad det innebär att föra ut en massa i omlopp kring Jorden. GomSpace uppskattas besitta en marknadsandel på 15 %.

## Nanospace
I oktober 2016 köpte Gomspace Group det svenska företaget Nanospace från Svenska rymdaktiebolaget. Nanospace grundidé är att vidareutveckla MEMS-baserade miniatyriserade jonmotorer för satellitnavigering. Liksom NASAs Deep Space 1 brukar man joniserat Xenon som drivmedel.